# فأر الرمل
فأر الرمل هو جنس من القوارض من فصيلة الفأريات. ويضم الأنواع:
- فأر الرمل السمين
- فأر الرمل الهزيل